# Norbert Rózsa
Norbert Rózsa (* 9. února 1972, Dombóvár, Maďarsko) je bývalý maďarský plavec, držitel třech olympijských medailí.

## Sportovní kariéra
S plaváním začal jako sedmiletý a v sedmnácti letech se stal členem maďarské reprezentace. Specializoval se styl prsa. Účastnil se třech olympijských her - při své premiéře na hrách v roce 1992 vybojoval dvě stříbrné medaile na 100 i 200 metrů prsa. O čtyři roky později na olympiádě v Atlantě na delší prsařské trati zvítězil. Je také trojnásobným mistrem světa, krom prsařských tratí má také dvě bronzové medaile z mistrovství světa z polohové štafety s maďarskými reprezentačními kolegy. 

V roce 2006 se pokusil spáchat sebevraždu 

## Mimořádné výkony a ocenění
- v roce 1991 třikrát překonal světový rekord na 100 m prsa
- člen Mezinárodní plavecké síně slávy od roku 2005